# Е (Мозел)
Ај (фр. Hayes) насеље је и општина у североисточној Француској у региону Лорена, у департману Мозел која припада префектури Мец Кампањ.
По подацима из 2011. године у општини је живело 243 становника, а густина насељености је износила 20,27 становника/km². Општина се простире на површини од 11,99 km². Налази се на средњој надморској висини од 211 метар (максималној 307 m, а минималној 207 m).

## Демографија
| 1962. | 1968. | 1975. | 1982. | 1990. | 1999. | 2011. |
| ----- | ----- | ----- | ----- | ----- | ----- | ----- |
| 143   | 153   | 137   | 158   | 157   | 178   | 243   |

График промене броја становника у току последњих година